# Erich Dunskus
Erich Adolf Dunskus (né le 27 juillet 1890 à Pillkallen, mort le 25 novembre 1967 à Hagen) est un acteur allemand.

## Biographie
Erich Dunskus fait d'abord un apprentissage en pharmacie puis part aux États-Unis début 1914, il revient en Allemagne quand la Première Guerre mondiale éclate. Pendant le conflit, il sert dans l'infirmerie du front occidental.
Après la guerre, il suit les cours du Reichersche Hochschule für dramatische Kunst et joue à Eisenach. À la suite de plusieurs engagements, il entre au Schillertheater dirigé par Gustaf Gründgens. Il apparaît aussi au cinéma dans des rôles principaux et secondaires, dans presque tous les films de l'UFA.
Après la construction du mur de Berlin en 1961, il s'installe à Lübeck puis à Hagen.
Erich Dunskus a joué dans 150 films et 3 500 fois au théâtre. Il a été aussi doubleur de 600 films et téléfilms.

## Filmographie partielle
- 1927 : Maria Stuart
- 1933 : ...und wer küßt mich? de E. W. Emo
- 1933 : Ein Unsichtbarer geht durch die Stadt
- 1935 : Sept dans un lycée
- 1935 : Jeanne d'Arc (Das Mädchen Johanna) de Gustav Ucicky
- 1935 : Mazurka
- 1935 : La Fille des marais de Douglas Sirk
- 1936 : Schloß Vogelöd
- 1936 : Stadt Anatol de Victor Tourjanski
- 1936 : Ah les femmes ! (Allotria) de Willi Forst
- 1937 : Cabrioles de Gustaf Gründgens
- 1937 : Le Capitaine de Florence (Condottieri) de Luis Trenker
- 1937 : Yette la divine
- 1937 : On a tué Sherlock Holmes
- 1937 : La Cruche cassée
- 1937 : Un ennemi du peuple
- 1937 : Frauenliebe - Frauenleid d'Augusto Genina
- 1938 : La Belle Hongroise
- 1938 : Steputat & Co.
- 1938 : Un soir d'escale
- 1938 : Sergent Berry
- 1939 : La Chair est faible (de)
- 1939 : La Lutte héroïque
- 1941 : Les Comédiens
- 1941 : Le Musicien errant (Friedemann Bach)
- 1941 : Blutsbrüderschaft
- 1941 : Jakko
- 1941 : Annelie
- 1942 : Un grand amour (Die große Liebe) de Rolf Hansen
- 1942 : Symphonie d'une vie
- 1943 : Paracelse
- 1943 : Jeune fille sans famille
- 1943 : Die goldene Spinne
- 1943 : Les Aventures fantastiques du baron Münchhausen
- 1944 : Sommernächte
- 1944 : Das Hochzeitshotel
- 1945 : Sous les ponts
- 1945 : Shiva und die Galgenblume (inachevé)
- 1946 : L'Extravagant Millionnaire (Peter Voss, der Millionendieb)
- 1947 : Kein Platz für Liebe de Hans Deppe
- 1947 : … und über uns der Himmel
- 1948 : Morituri
- 1948 : 1-2-3 Corona
- 1948 : Und wieder 48
- 1948 : Der große Mandarin (de)
- 1949 : La Fille des grands chemins
- 1949 : Träum' nicht, Annette!
- 1949 : Die Kuckucks
- 1949 : Quartett zu fünf
- 1949 : Notre pain quotidien
- 1950 : Der Kahn der fröhlichen Leute
- 1950 : Bürgermeister Anna
- 1952 : Wenn abends die Heide träumt
- 1953 : Rote Rosen, rote Lippen, roter Wein
- 1955 : Hold-up en plein ciel (A Prize of Gold) de Mark Robson
- 1956 : Mein Vater, der Schauspieler
- 1959 : L'Ombre de l'étoile rouge
- 1959 : Patricia
- 1959 : Marili
- 1960 : Le Dernier Témoin de Wolfgang Staudte
- 1961 : Barbara de Frank Wisbar
- 1966 : Spätsommer

## Source de la traduction
- (de) Cet article est partiellement ou en totalité issu de l’article de Wikipédia en allemand intitulé « Erich Dunskus » (voir la liste des auteurs).